# Галицко-русское благотворительное общество
«Галицко-русское благотворительное общество» («ГРБО») — російська організація у Санкт-Петербурзі, яка підтримувала діяльність москвофілів Австро-Угорщини.

## Історія
Засноване 9 лютого 1903 року в Санкт-Петербурзі, першим його головою став Антон Будилович. Активну діяльність розпочало у 1908 році після пропагандистської подорожі його голови – графа Володимира Бобринського у Галичину та Буковину. Вже з 1908 року і до початку Першої світової війни починається активна співпраця російських націоналістичних кіл та діячів москвофільського табору. Москвофілам надається фінансування для створення з них противаги українському рухові на західноукраїнських землях. Після візиту графа Бобринського на Буковині також починається піднесення москвофільського руху. Бобринський особисто керував зведенням у краї бурс, Народного дому, виданням нової газети «Православная Русь». 
1 червня 1909 року «Галицко-русское благотворительное общество» прийняло новий статут, який офіційно дозволяв матеріально сприяти «культурному єднанню „русских“ галичан, буковинців та угрорусів з російським народом в Росії та надавати різноманітну матеріальну і моральну підтримку в їх прагненні до просвітництва та економічного процвітання». Після цього «ГРБО» почало матеріально підтримувати науково-літературні та освітні москвофільські організацій в Австро-Угорщині, постачанні їм книг російською мовою, проводило спільні освіті заходи, привертало увагу російської громадськості й владних кіл до становища так званих «русских» в Австро-Угорщині. Так у Москві було спроектовано виставку предметів та картин з Галичини, кінематографічний фільм «Русское дело в Галиции». За фінансової допомоги «ГРБО» москвофільські організації «Жизнь», «Общество русских дам» та «Свято-Владимирское общество» відкрили притулки для дівчат. Опікувалося «ГРБО» також москвофільськими школами та 21 бурсою.
Також «ГРБО» разом з місцевими москвофілами вели розвідувальну роботу на користь Російської імперії. Судові процеси зі звинувачення деяких членів в шпигунстві давали «ГРБО» привід для гучних пропагандистських акцій та втручання у внутрішні справи Австро-Угорщини, нібито для захисту прав так званих «русских». 
Серед москвофілів, які співпрацювали з «ГРБО» були Семен Бендасюк, Дмитро Вергун та інші.
За своїм ідейними уподобаннями «ГРБО» було близьким до партії російських націоналістів з «Всероссийского национального союза». У 1912–1913 роках кількість членів «ГРБО» у Санкт-Петербурзі становила 250–300 осіб. У 1910 році в Києві було відкрито відділення «ГРБО», першим головою якого став М. Стороженко, заступник Ю. Яворський, воно налічувало близько 200 членів. Від 1911 року відділення «ГРБО» діяло також і в Одесі, головою там був професор Петро Казанський.
На початку Першої світової війни діячі «ГРБО» обійняли кілька посад в адміністрації окупованих російською армією Галичини та Буковини. Також «ГРБО» надавало допомогу біженцям війни москвофільської орієнтації. 
Наприкінці 1917 року «ГРБО» припинило свою діяльність.